# 岩津資雄
岩津 資雄（いわつ もとお、1902年(明治35年)10月16日 - 1992年(平成4年)3月13日）は、日本の歌人、国文学者。三重県宇治山田市出身。号は不言舎（いわずのや）。斎藤拙堂の外孫である岩津海三郎の長男。

## 経歴
三重県第一中学校（現：三重県立津高等学校）在学中に稲森宗太郎らと文芸活動を始める。1921年早稲田高等学院に入り、早稲田大学国文科に進む。在学中より窪田空穂に師事し、稲垣達郎、尾崎一雄、都筑省吾らと短歌文芸誌『槻の木』創刊に参加。1933年第二早稲田高等学院講師、49年早大教授。73年定年退任、名誉教授。

## 著書
- 『事に触れて 岩津資雄歌集』砂子屋書房 槻の木叢書、1939
- 『万葉・古今・新古今』文治書院 民生新書、1948
- 『短歌 古典と近代』早稲田大学出版部、1959
- 『会津八一』桜楓社出版 1962、近代短歌・人と作品集
- 『歌合せの歌論史研究』早稲田大学出版部、1963

編
- 『古今集序と天徳歌合』編 新典社、1977

## 参考
- コトバンク
- 『日本近代文学大事典』講談社、1984